# Бартоломео Пинели
Бартоломео Пинели (на италиански: Bartolomeo Pinelli) е италиански илюстратор и гравьор.

## Биография
Роден е на 20 ноември 1781 г. в Рим в семейството на майстор на религиозни статуи от бедния квартал Трастевере. Учи в Болоня и Рим, след което се установява в Трастевере. Много плодовит художник, той илюстрира издания на класически и ренесансови поеми и издава сборници с гравюри, изобразяващи ежедневието и костюмите на съвременна Италия и класическата Античност.
Бартоломео Пинели умира на 1 април 1835 г. в Рим.

## Галерия
- „Лодката на Харон“, илюстрация към „Божествена комедия“ на Данте Алигиери, 1808
- „Смъртта на Епоминонд“, 1812
- „Престрелката в Монтичели“, 1821
- „Костюми от Неапол“, 1828

## Произведения
- Altra raccolta di Costumi di Roma, 50 гравюри
- Il carnevale di Roma, една гравюра
- La storia Romana, 101 гравюри
- La storia degli Imperatori, cominciando da Ottavio, 101 гравюри
- Dante, Inferno, Purgatorio e Paradiso, 145 гравюри
- Il Tasso - La Gerusalemme Liberata, 72 гравюри
- L'Ariosto - L'Orlando Furioso, 100 гравюри
- Eneidi (sic) di Virgilio, 50 гравюри
- Raccolta di costumi antichi
- Istoria Greca, 100 гравюри
- Raccolta di Costumi di Roma, 50 гравюри, 1809
- Costumi svizzeri, 15 гравюри, 1813
- Costumi della Campagna Romana, 50 гравюри, 1823
- Meo Patacca, 50 гравюри, 1822-1823
- Costumi del Regno di Napoli, 50 гравюри, 1828